# Llibre d'intenció
El Llibre de la intenció és un tractat escrit per Ramon Llull el 1282, traduït del català al francès per Patrick Gifreu i publicat a les Éditions de la Merci, a Perpinyà, el febrer 2010.

## Resum
Ramon Llull (1232-1316) és no tan sols el fundador de la llengua i de la literatura catalanes, sinó també un dels pares del pensament europeu. En aquest llibre toca una noció capital, la intenció, que permet revelar el punt central de l'edifici que va bastir.
La noció d'intenció es defineix com una relació no tan sols dual i asimètrica sinó també, per dir-ho així, oberta. Això justifica l'apropament entre la noció d'intenció lul·liana i la noció d'intencionalitat, la problemàtica de la qual travessa el pensament occidental fins avui dia.